# Epichoristodes dorsiplagana
Epichoristodes dorsiplagana es una especie de polilla del género Epichoristodes, tribu Archipini, familia Tortricidae. Fue descrita científicamente por Walsingham en 1881.

## Distribución
La especie se distribuye por Sudáfrica.